# أولي (منطق)
الأولي في علم المنطق هو الذي بعد توجه العقل إليه لم يفتقر إلى شيء أصلا، من حدس أو تجربة أو نحو ذلك، كقولنا: الواحد نصف الاثنين، والكل أعظم من جزئه، فإن هذين الحكمين لا يتوقفان إلا على تصور الطرفين، وهو أخص من الضروري مطلقا.